# Eragrostis annulata
Eragrostis annulata är en gräsart som beskrevs av Alfred Barton Rendle och Scott-elliot. Eragrostis annulata ingår i släktet kärleksgrässläktet, och familjen gräs. Inga underarter finns listade i Catalogue of Life.